# Choi Soon-ho
Choi Soon-ho (en hangul, 최순호; en hanja, 崔 淳鎬; nacido el 10 de enero de 1962 en Cheongju, Chungcheong del Norte) es un exfutbolista y actual entrenador surcoreano. Jugaba de delantero o centrocampista ofensivo y su último club fue el Rodez de Francia. Actualmente no dirige a ningún equipo tras hacerlo en Pohang Steelers de la K League 1 de Corea del Sur.
Considerado como uno de los mejores delanteros surcoreanos de todos los tiempos, Choi dominaba la pelota con diversas maniobras, como disparo, regate, toque y pase, además de tener mucha velocidad, una visión amplia del juego y un cuerpo flexible. Desarrolló su carrera en varios clubes, entre los que se encuentran POSCO Atoms y Lucky-Goldstar Hwangso. Asimismo, fue internacional absoluto por la Selección de fútbol de Corea del Sur y disputó las Copa Mundiales de la FIFA de 1986 y 1990.

## Carrera

### Selección nacional como futbolista
Choi fue convocado al equipo de Corea del Sur para la Copa Asiática 1980. En este certamen, marcó siete goles, incluidos dos contra Kuwait y un triplete contra Emiratos Árabes Unidos en la fase de grupos. Los surcoreanos volvieron a enfrentarse a Kuwait en la final, pero esta vez perdieron. Con 18 años, se convirtió en el máximo goleador más joven en la historia de la Copa Asiática.
En marzo de 1981, ganó el Campeonato Juvenil de la AFC 1980 con la selección sub-20 de Corea del Sur, además de marcar cuatro goles. Ese mismo año, también jugó en el Campeonato Mundial Juvenil de la FIFA de 1981 y derrotó a Italia por 4-1 en la fase de grupos, donde anotó dos tantos y realizó dos asistencias.
Fue elegido para conformar la selección de Corea del Sur en la Copa Mundial de la FIFA de 1986. Durante las eliminatorias, contribuyó con más de la mitad de los 17 goles del equipo con un tanto y ocho asistencias en ocho partidos disputados. Ya en fase de grupos del mundial, logró dos asistencias y un gol, marcado desde afuera del área ante Italia.
Después del Campeonato Mundial Juvenil, Juventus, club de la Serie A, estaba interesado en Choi, pero su equipo Pohang rechazó constantemente sus ofertas. Sin embargo, el interés del conjunto italiano duró hasta el final de la Copa del Mundo de 1986.

## Trayectoria

### Clubes como futbolista
| Club                                                   | País          | Año                     |
| ------------------------------------------------------ | ------------- | ----------------------- |
| Pohang Steelworks POSCO / POSCO Dolphins / POSCO Atoms | Corea del Sur | 1980 - 1982 1983 - 1987 |
| Lucky-Goldstar Hwangso                                 | Corea del Sur | 1988 - 1990             |
| POSCO Atoms                                            | Corea del Sur | 1991                    |
| Rodez                                                  | Francia       | 1992 - 1993             |

### Selección nacional como futbolista
| Selección | País          | Año         |
| --------- | ------------- | ----------- |
| Sub-20    | Corea del Sur | 1979 - 1981 |
| Absoluta  | Corea del Sur | 1980 - 1991 |

### Clubes como entrenador
| Club                        | País          | Año         |
| --------------------------- | ------------- | ----------- |
| POSCO Atoms (asistente)     | Corea del Sur | 1992 - 1993 |
| Pohang Steelers (asistente) | Corea del Sur | 1999 - 2000 |
| Pohang Steelers (asistente) | Corea del Sur | 2000 - 2004 |
| Ulsan Hyundai Mipo Dockyard | Corea del Sur | 2006 - 2008 |
| Gangwon F.C.                | Corea del Sur | 2009 - 2011 |
| F.C. Seoul Reserves         | Corea del Sur | 2012 - 2013 |
| Pohang Steelers (asistente) | Corea del Sur | 2016 - 2019 |

## Estadísticas

### Como futbolista

#### Clubes
Fuente:
| Club                   | Año           | Liga                | Liga  | Liga  | Copa Nacional | Copa Nacional | Copa de la Liga | Copa de la Liga | Otros | Otros | Total | Total |
| Club                   | Año           | División            | Part. | Goles | Part.         | Goles         | Part.           | Goles           | Part. | Goles | Part. | Goles |
| ---------------------- | ------------- | ------------------- | ----- | ----- | ------------- | ------------- | --------------- | --------------- | ----- | ----- | ----- | ----- |
| Pohang Steelworks      | 1980          | Semipro League      |       |       | [ a ]         |               | —               | —               | [ b ] |       |       |       |
| Pohang Steelworks      | 1981          | Semipro League      |       |       | [ a ]         |               | —               | —               | [ b ] |       |       |       |
| Pohang Steelworks      | 1982          | Semipro League      |       |       | [ a ]         |               | —               | —               | [ b ] |       |       |       |
| Pohang Steelworks      | 1983          | K League            | 2     | 2     | [ a ]         |               | —               | —               | [ b ] |       | 2     | 2     |
| Pohang Steelworks      | 1984          | K League            | 24    | 14    | —             | —             | —               | —               | —     | —     | 24    | 14    |
| Pohang Steelworks      | 1985          | K League            | 5     | 2     | —             | —             | —               | —               | —     | —     | 5     | 2     |
| Pohang Steelworks      | 1986          | K League            | 8     | 1     | —             | —             | 1               | 0               | —     | —     | 9     | 1     |
| Pohang Steelworks      | 1987          | K League            | 16    | 2     | —             | —             | —               | —               | —     | —     | 16    | 2     |
| Pohang Steelworks      | Total         | Total               | 55    | 21    |               |               | 1               | 0               | —     | —     | 56    | 21    |
| Lucky-Goldstar Hwangso | 1988          | K League            | 11    | 1     | [ a ]         |               | —               | —               | —     | —     | 11    | 1     |
| Lucky-Goldstar Hwangso | 1989          | K League            | 9     | 0     | [ a ]         |               | —               | —               | —     | —     | 9     | 0     |
| Lucky-Goldstar Hwangso | 1990          | K League            | 8     | 1     | —             | —             | —               | —               | —     | —     | 8     | 1     |
| Lucky-Goldstar Hwangso | Total         | Total               | 28    | 2     |               |               | —               | —               | —     | —     | 28    | 2     |
| POSCO Atoms            | 1991          | K League            | 16    | 0     | —             | —             | —               | —               | —     | —     | 16    | 0     |
| Rodez                  | 1992–93       | División Francesa 2 | 18    | 2     | [ c ]         |               | [ d ]           |                 | —     | —     | 18    | 2     |
| Total carrera          | Total carrera | Total carrera       | 117   | 25    |               |               | 1               | 0               |       |       | 118   | 25    |

1. 1 2 3 4 5 6  Aparición(es) en el Campeonato Nacional de Corea
2. 1 2 3 4  Aparición(es) en la Copa del Presidente de Corea
3. ↑  Aparición(es) en la Copa de Francia
4. ↑  Aparición(es) en la Copa de la Liga de Francia

#### Selección nacional
Fuente:
| Selección de Corea del Sur | Selección de Corea del Sur | Selección de Corea del Sur |
| Año                        | Part.                      | Goles                      |
| -------------------------- | -------------------------- | -------------------------- |
| 1980                       | 8                          | 8                          |
| 1981                       | 4                          | 2                          |
| 1982                       | 11                         | 4                          |
| 1983                       | 6                          | 0                          |
| 1984                       | 6                          | 2                          |
| 1985                       | 12                         | 7                          |
| 1986                       | 9                          | 4                          |
| 1987                       | 4                          | 0                          |
| 1988                       | 5                          | 2                          |
| 1989                       | 10                         | 1                          |
| 1990                       | 18                         | 0                          |
| 1991                       | 4                          | 0                          |
| Total                      | 97                         | 30                         |

##### Goles internacionales
| No  | Fecha                    | Sede                     | Oponente               | Gol     | Resultado | Competición                                          |
| --- | ------------------------ | ------------------------ | ---------------------- | ------- | --------- | ---------------------------------------------------- |
| 1.  | 25 de agosto de 1980     | Chuncheon, Corea del Sur | Indonesia              | 1 gol   | 3–0       | Copa de Corea 1980                                   |
| 2.  | 16 de septiembre de 1980 | Ciudad de Kuwait, Kuwait | Malasia                | 1 gol   | 1–1       | Copa Asiática 1980                                   |
| 3.  | 19 de septiembre de 1980 | Ciudad de Kuwait, Kuwait | Catar                  | 1 gol   | 2–0       | Copa Asiática 1980                                   |
| 4.  | 21 de septiembre de 1980 | Ciudad de Kuwait, Kuwait | Kuwait                 | 2 goles | 3–0       | Copa Asiática 1980                                   |
| 5.  | 21 de septiembre de 1980 | Ciudad de Kuwait, Kuwait | Kuwait                 | 2 goles | 3–0       | Copa Asiática 1980                                   |
| 6.  | 24 de septiembre de 1980 | Ciudad de Kuwait, Kuwait | Emiratos Árabes Unidos | 3 goles | 4–1       | Copa Asiática 1980                                   |
| 7.  | 24 de septiembre de 1980 | Ciudad de Kuwait, Kuwait | Emiratos Árabes Unidos | 3 goles | 4–1       | Copa Asiática 1980                                   |
| 8.  | 24 de septiembre de 1980 | Ciudad de Kuwait, Kuwait | Emiratos Árabes Unidos | 3 goles | 4–1       | Copa Asiática 1980                                   |
| 9.  | 24 de abril de 1981      | Ciudad de Kuwait, Kuwait | Tailandia              | 2 goles | 5–1       | Eliminatorias para la Copa Mundial de Fútbol de 1982 |
| 10. | 24 de abril de 1981      | Ciudad de Kuwait, Kuwait | Tailandia              | 2 goles | 5–1       | Eliminatorias para la Copa Mundial de Fútbol de 1982 |
| 11. | 21 de marzo de 1982      | Seúl, Corea del Sur      | Japón                  | 1 gol   | 3–0       | Partido amistoso                                     |
| 12. | 11 de junio de 1982      | Gwangyang, Corea del Sur | Baréin                 | 1 gol   | 3–0       | Copa de Corea 1982                                   |
| 13. | 21 de noviembre de 1982  | Nueva Delhi, India       | Yemen del Sur          | 2 goles | 3–0       | Juegos Asiáticos de 1982                             |
| 14. | 21 de noviembre de 1982  | Nueva Delhi, India       | Yemen del Sur          | 2 goles | 3–0       | Juegos Asiáticos de 1982                             |
| 15. | 19 de abril de 1984      | Singapur, Singapur       | Baréin                 | 1 gol   | 1–0       | Eliminatorias para los Juegos Olímpicos de 1984      |
| 16. | 22 de abril de 1984      | Singapur, Singapur       | Nueva Zelanda          | 1 gol   | 2–0       | Eliminatorias para los Juegos Olímpicos de 1984      |
| 17. | 6 de junio de 1985       | Daejeon, Corea del Sur   | Tailandia              | 1 gol   | 3–2       | Copa de Corea 1985                                   |
| 18. | 8 de junio de 1985       | Gwangju, Corea del Sur   | Baréin                 | 2 goles | 3–0       | Copa de Corea 1985                                   |
| 19. | 8 de junio de 1985       | Gwangju, Corea del Sur   | Baréin                 | 2 goles | 3–0       | Copa de Corea 1985                                   |
| 20. | 15 de junio de 1985      | Seúl, Corea del Sur      | Irak                   | 2 goles | 2–0       | Copa de Corea 1985                                   |
| 21. | 15 de junio de 1985      | Seúl, Corea del Sur      | Irak                   | 2 goles | 2–0       | Copa de Corea 1985                                   |
| 22. | 30 de julio de 1985      | Yakarta, Indonesia       | Indonesia              | 1 gol   | 4–1       | Eliminatorias para la Copa Mundial de Fútbol de 1986 |
| 23. | 14 de diciembre de 1985  | Nezahualcoyótl, México   | Argelia                | 1 gol   | 2–0       | Torneo de México 1985                                |
| 24. | 10 de junio de 1986      | Puebla, México           | Italia                 | 1 gol   | 2–3       | Copa Mundial de Fútbol de 1986                       |
| 25. | 20 de septiembre de 1986 | Busan, Corea del Sur     | India                  | 1 gol   | 3–0       | Juegos Asiáticos de 1986                             |
| 26. | 3 de octubre de 1986     | Seúl, Corea del Sur      | Indonesia              | 2 goles | 4–0       | Juegos Asiáticos de 1986                             |
| 27. | 3 de octubre de 1986     | Seúl, Corea del Sur      | Indonesia              | 2 goles | 4–0       | Juegos Asiáticos de 1986                             |
| 28. | 19 de junio de 1988      | Suwon, Corea del Sur     | Zambia                 | 1 gol   | 4–0       | Copa de Corea 1988                                   |
| 29. | 26 de octubre de 1988    | Tokio, Japón             | Japón                  | 1 gol   | 1–0       | Partido amistoso                                     |
| 30. | 27 de mayo de 1989       | Seúl, Corea del Sur      | Malasia                | 1 gol   | 3–0       | Eliminatorias para la Copa Mundial de Fútbol de 1990 |

##### Participaciones en fases finales
| Torneo                                     | Sede      | Resultado     | Partidos | Goles |
| ------------------------------------------ | --------- | ------------- | -------- | ----- |
| Campeonato Mundial Juvenil de la FIFA 1979 | Japón     | Primera fase  | 3        | 0     |
| Copa Asiática 1980                         | Kuwait    | Subcampeón    | 0        | 0     |
| Campeonato Mundial Juvenil de la FIFA 1981 | Australia | Primera fase  | 3        | 2     |
| Copa Mundial de Fútbol de 1986             | México    | Primera fase  | 2        | 1     |
| Juegos Asiáticos de 1986                   | Seúl      | Campeón       | —        | —     |
| Juegos Olímpicos de 1988                   | Seúl      | Primera fase  | 3        | 0     |
| Copa Mundial de Fútbol de 1990             | Italia    | Primera fase  | 3        | 0     |
| Juegos Asiáticos de 1990                   | Pekín     | Tercer puesto | —        | —     |

## Palmarés

### Como futbolista

#### Títulos nacionales
| Título                        | Club                   | País          | Año  |
| ----------------------------- | ---------------------- | ------------- | ---- |
| Liga Semiprofesional de Corea | Pohang Steelworks      | Corea del Sur | 1981 |
| Liga Semiprofesional de Corea | Pohang Steelworks      | Corea del Sur | 1982 |
| K League 1                    | POSCO Atoms            | Corea del Sur | 1986 |
| Campeonato Nacional de Corea  | Lucky-Goldstar Hwangso | Corea del Sur | 1988 |
| K League 1                    | Lucky-Goldstar Hwangso | Corea del Sur | 1990 |

#### Títulos internacionales
| Título                        | Club (*)             | Sede    | Año  |
| ----------------------------- | -------------------- | ------- | ---- |
| Campeonato Juvenil de la AFC  | Corea del Sur sub-20 | Bangkok | 1980 |
| Juegos Asiáticos              | Corea del Sur        | Seúl    | 1986 |
| Copa Afroasiática de Naciones | Corea del Sur        | Doha    | 1987 |
| Copa Dinastía                 | Corea del Sur        | Pekín   | 1990 |

(*) Incluyendo la Selección

#### Distinciones individuales
| Distinción                                           | Año  |
| ---------------------------------------------------- | ---- |
| Jugador Más Valioso del Campeonato Juvenil de la AFC | 1980 |
| Máximo Goleador del Campeonato Juvenil de la AFC     | 1980 |
| Máximo Goleador de la Copa Asiática                  | 1980 |
| Equipo del Torneo de la Copa Asiática                | 1980 |
| Korean Football Best XI                              | 1980 |
| Korean Football Best XI                              | 1984 |
| K League 1 Best XI                                   | 1984 |
| Korean Football Best XI                              | 1985 |
| Korean Football Best XI                              | 1986 |
| Futbolista coreano del año                           | 1990 |
| K League 30th Anniversary Best XI                    | 2013 |

### Como entrenador

#### Títulos nacionales
| Título                       | Club                        | País          | Año  |
| ---------------------------- | --------------------------- | ------------- | ---- |
| Liga Nacional de Corea       | Ulsan Hyundai Mipo Dockyard | Corea del Sur | 2007 |
| Liga Nacional de Corea       | Ulsan Hyundai Mipo Dockyard | Corea del Sur | 2008 |
| Copa del Presidente de Corea | Ulsan Hyundai Mipo Dockyard | Corea del Sur | 2008 |

#### Distinciones individuales
| Distinción                                          | Año  |
| --------------------------------------------------- | ---- |
| Entrenador del Año de la Liga Nacional de Corea     | 2007 |
| Entrenador del Año de la Liga Nacional de Corea     | 2008 |
| Mejor Entrenador de la Copa del Presidente de Corea | 2008 |